# Alfredo de Morais
Alfredo Morais, nascido Afredo Januário de Moraes (Lisboa, 19 de setembro de 1872 — Lisboa, 6 de fevereiro de 1971), foi um prolixo ilustrador português. Cultivou especialmente a tinta da China e a aguarela, e foi chefe de litografia da Imprensa Nacional, tendo colaborado como ilustrador em numerosas edições de livros e periódicos e em incontáveis trabalhos avulsos. Encontra-se sepultado no Cemitério de Benfica, em Lisboa.[carece de fontes?]